# فلوئورید ایتربیم (III)
فلوئورید ایتربیم(III) (به انگلیسی: Ytterbium(III) fluoride) با فرمول شیمیایی YbF3 یک ترکیب شیمیایی با شناسه پاب‌کم 83711 است. که جرم مولی آن 230.04 g/mol می‌باشد. شکل ظاهری این ترکیب، بلورهای سفید است.